# (72602) 2001 FC14
(72602) 2001 FC14 – planetoida z pasa głównego asteroid okrążająca Słońce w ciągu 5,58 lat w średniej odległości 3,14 j.a. Odkryta 19 marca 2001 roku.